# Jaume Cases

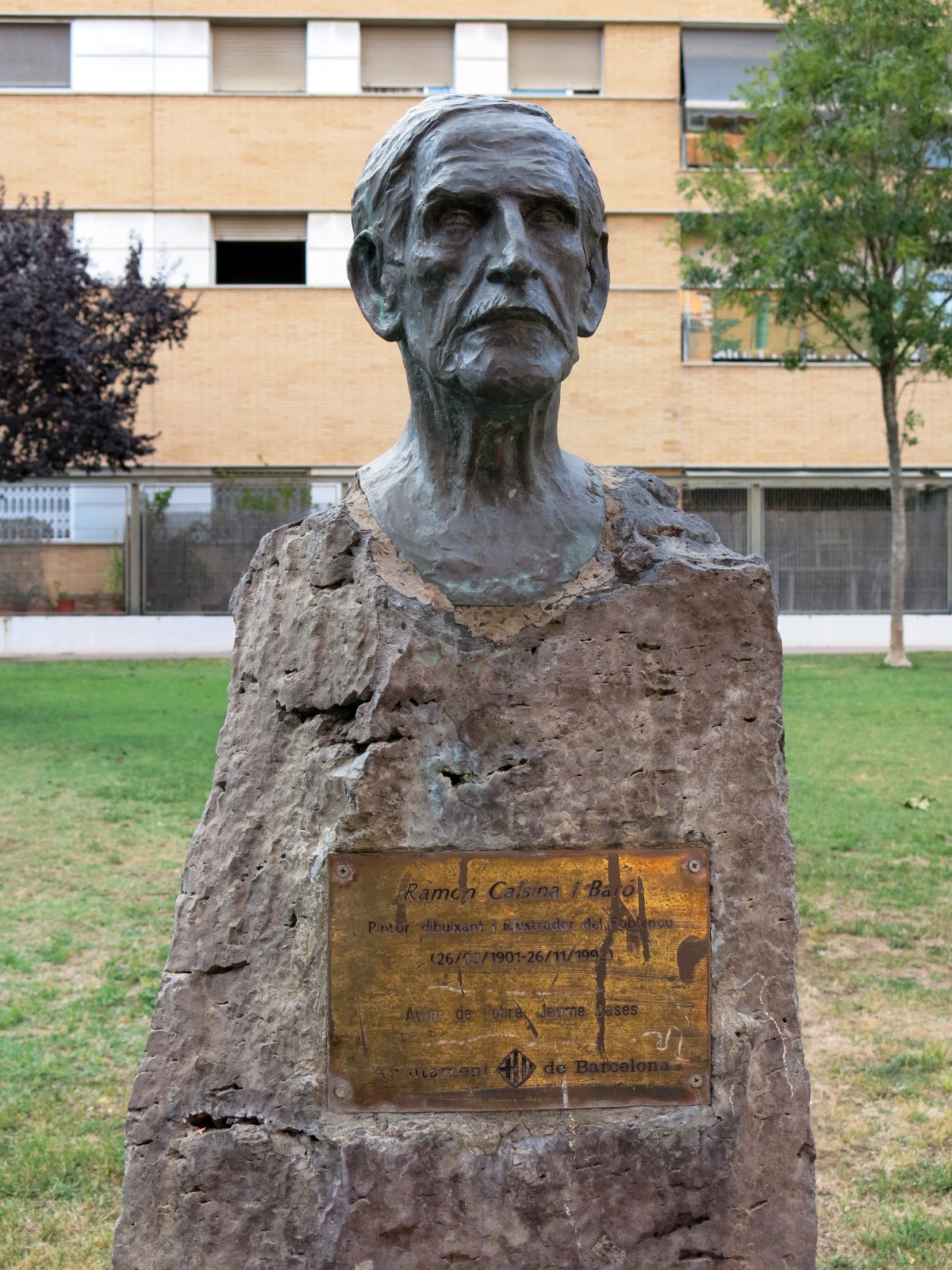
A Ramon Calsina, plaza de Ramon Calsina, Barcelona

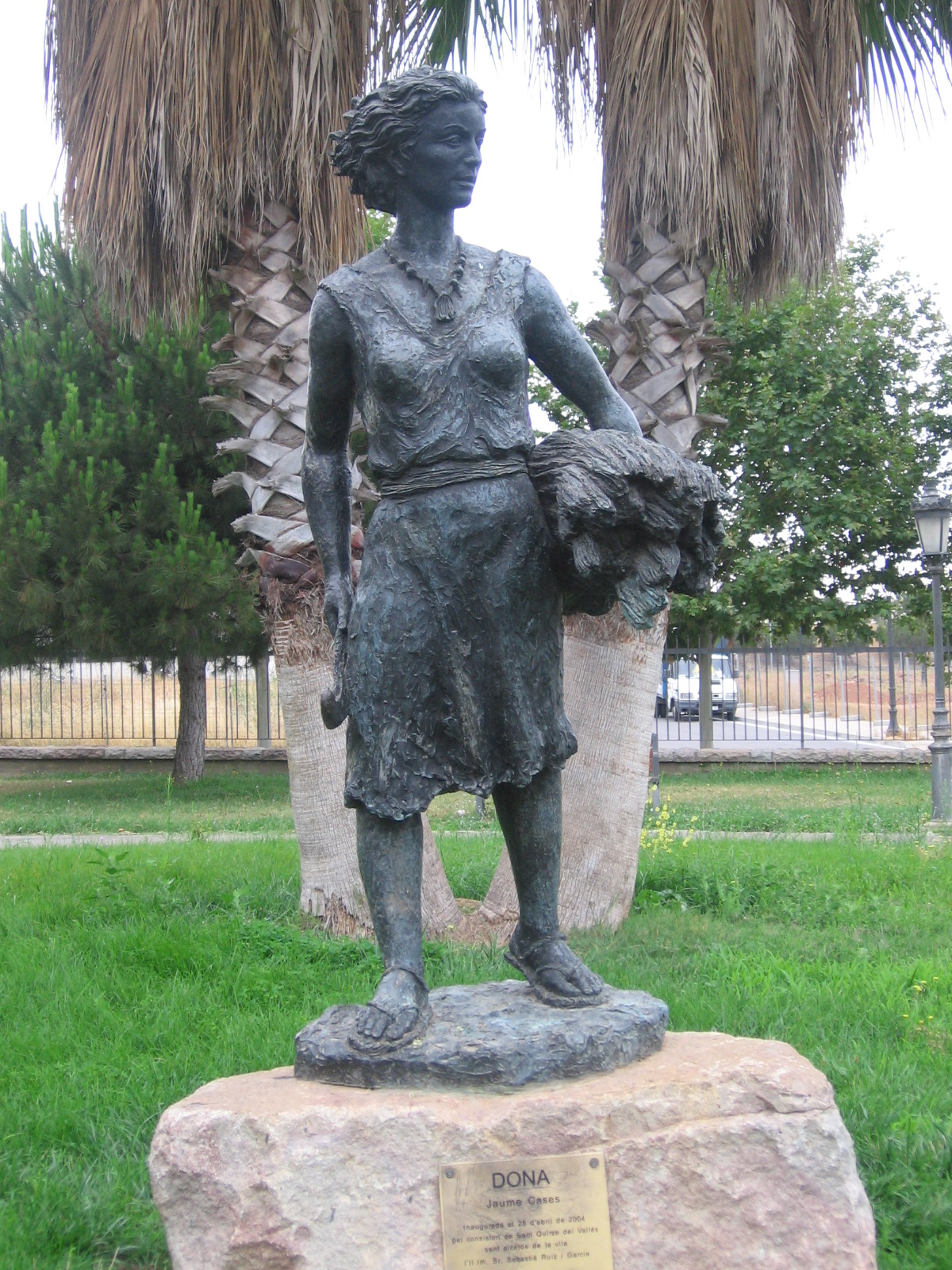
Mujer, San Quirico del Vallés

Jaume Cases Martínez (Barcelona, 1942) es un pintor y escultor español. De formación autodidacta, vivió por unos años en Australia, donde llegó a dominar con maestría las principales técnicas escultóricas. Tiene su taller artístico en San Quirico del Vallés, donde ha elaborado diversas obras de arte público para localidades como Barcelona, San Baudilio de Llobregat y el mismo San Quirico del Vallés.

## Biografía
Inició su labor profesional como escultor tallista en la empresa Dan Karner de Barcelona, donde se dedicó al diseño de juguetes y objetos de regalo, labor que compatibilizó con el dibujo de cómics y la ilustración de cuentos infantiles. En 1974 se estableció en Australia, donde trabajó para el Museo de Ciencias Naturales de Sídney y el Museo de Cera de la misma ciudad. De vuelta a Barcelona, trabajó como escultor modelista en el Museo de Zoología de Barcelona, la Diputación de Barcelona, el Servicio de Arqueología de la Generalidad de Cataluña y el Museo de la Ciencia de Barcelona, al tiempo que ejercía de profesor en la escuela de la Lonja de Barcelona. Entre 1984 y 1987 trabajó para Walt Disney dibujando cómics. Durante los Juegos Olímpicos de Barcelona de 1992 trabajó en el taller de Javier Mariscal, en el diseño de las mascotas de los juegos. También trabajó para la Exposición Universal de Sevilla de 1992 elaborando maquetas para los pabellones de la Naturaleza y de la ONCE.
Entre sus obras más relevantes se encuentra el busto dedicado al pintor Ramon Calsina Baró, situado en la plaza homónima de Barcelona. Cases era amigo personal del pintor, por lo que pudo realizar con comodidad el busto de este artista, elaborado en 2001.
En San Quirico del Vallés tiene el monumento A Rafael Casanova (2000), en forma de monolito de piedra sobre el que se sitúa un busto en bronce del homenajeado. En la misma localidad se encuentra el monumento A la mujer (2004), realizado en bronce sobre una base de piedra. Se halla en el parque de les Morisques, y representa una mujer de tiempos prehistóricos, que lleva en las manos una gavilla y una hoz.
Ha trabajado en la obra escultórica del Templo Expiatorio de la Sagrada Familia, donde es autor de 56 esculturas de ménsulas de ángeles, situadas en las siete capillas del ábside, así como cinco ángeles y cuatro capiteles en la cripta.
En 2012 realizó el escudo del Parlamento de Cataluña. También ha realizado 24 esculturas de jugadores del Futbol Club Barcelona.
De su obra pictórica destaca un retrato del papa Benedicto XVI.
En 2013 se realizó una exposición de su obra en el Museo Diocesano de Barcelona.